# Каннегисер, Иоаким Самуилович
Иоа́ким Самуи́лович Каннеги́сер (в быту Аким Самойлович; 30 октября [11 ноября] 1860, Житомир — 16 марта 1930, Варшава) — русский инженер, организатор производства и теоретик в области организации производства, промышленный магнат. Коллежский советник. Член президиума Военно-промышленного комитета при Временном правительстве.

## Происхождение
Родился 30 октября (11 ноября) 1860 года в Житомире, в семье врача, младшего ординатора Житомирского военного госпиталя Самуила Хаимовича Каннегисера (1827, Житомир — 1907, там же), к 1862 году старшего ординатора, впоследствии потомственного дворянина (1883), статского советника и вольнопрактикующего врача там же, и Розалии Эммануиловны (Эдуардовны) Мандельштам (1833 — после 1919) — родной сестры историка русской литературы и лексикографа Иосифа Емельяновича Мандельштама и офтальмолога, учёного-медика Макса Емельяновича Мандельштама (1839—1912, заведующего кафедрой глазных болезней Императорского университета Святого Владимира)
Его брат — акушер и гинеколог, доктор медицины Николай Самуилович Каннегисер (1866, Житомир — 1909, Санкт-Петербург), выпускник Университета Святого Владимира в Киеве (1889), работал в Клиническом повивальном институте и на гинекологическом отделении при Клиническом институте великой княгини Елены Павловны (заведующий лабораторией), с 1904 года преподавал в Женском медицинском институте (с 1906 года приват-доцент, с 1908 года — заведующий кафедрой акушерской пропедевтики, с 1909 года — профессор); автор трактатов «Несколько слов к вопросу о внутриутробном трупном окоченении плодов» (1894), «Хирургическое лечение фибромиом матки» (1902), «Лекции по оперативному акушерству» (1910). Его вдова Мария Абрамовна Левина (?—1953) в 1912 году вышла замуж за двоюродного брата И. С. и Н. С. Каннегисеров — переводчика Исая Бенедиктовича Мандельштама. Племянницы — Евгения Николаевна Пайерлс (1908—1986, жена физика Рудольфа Пайерлса) и Нина Николаевна Каннегисер (1910—1982), научный сотрудник Ленинградского филиала Всесоюзного института экспериментальной медицины. У Иоакима Каннегисера были также сёстры Софья (1865) и Ольга (1870).
Племянник (сын сестры Элеоноры) — Максимилиан Максимилианович Филоненко, комиссар 8-й армии Временного правительства.
Двоюродные братья и сёстры — биолог и эмбриолог Александр Гаврилович Гурвич; нефтехимик Лев Гаврилович Гурвич; поэтесса Рахель (Рахиль Исаевна Блювштейн); музыкальный педагог и пианистка Вера Исаевна Диллон (жена дирижёра У. М. Гольдштейна, мать пианистки Эллы Гольдштейн); музыкальный педагог Людвиг Иосифович Фаненштиль (1886—1956), профессор Харьковской консерватории, один из создателей харьковской пианистической школы; композитор, музыковед, камерная певица Валентина Иосифовна Рамм (урождённая Фаненштиль, 1888—1968).
Троюродный брат — физик Л. И. Мандельштам.

## Биография
Учился в Первой житомирской гимназии. В 1881 году окончил математическое отделение физико-математического факультета Императорского университета Святого Владимира в Киеве, а в 1884 году — Петербургский институт инженеров путей сообщения. Работал на строительстве Сибирских железных дорог Екатеринбург—Тюмень (1884—1885) и Екатеринбург—Челябинск—Курган—Омск (1886—1893). В 1894—1899 годах был приват-доцентом в Институте инженеров путей сообщения, разработал и вёл курс туннельных работ, опубликовал «Материалы для курса строительных работ» (Выпуск 2: Земляные работы. Взрывные работы, с В. И. Курдюмовым. — СПб., 1895 и 1898).
С 1895 года состоял членом «Анонимного общества судостроительных, механических и литейных заводов в городе Николаеве» (в 1899—1907 годах директор николаевского судостроительного завода «Наваль»), уже в 1900 году был избран директором-распорядителем этого общества (1900—1909). С 1907 года директор правления Общества николаевских заводов в Санкт-Петербурге. В 1910 году возглавил «Общество Николаевских заводов и верфей» (ОНЗиВ), в 1911 году руководил работами по созданию первого турбинного крейсера в России — «Адмирал Лазарев» (впоследствии «Красный Кавказ»). Руководил проектом создания «Краба» — первого в мире подводного минного заградителя. Был директором правления Русского акционерного общества «Металлизатор» в Санкт-Петербурге. Потомственный дворянин (1883).
Будучи директором судостроительного производства в Николаеве, И. С. Каннегисер ввёл ряд новшеств с сфере организации труда. Так, он отменил обыски на проходной, сократил рабочий день по субботам, следил за вежливым отношением руководства к рабочим, назначил полуторную оплату за сверхурочные работы. В Николаеве семья жила в доме Аркасова на углу Большой Морской и Артиллерийской улиц, затем в особняке на Курьерской улице (ныне памятник стиля модерн в городе).
В годы Первой мировой войны служил консультантом по вопросам оснащённости двигателями и вооружения боевых морских судов в Военно-морском ведомстве. В 1917 году — член президиума Военно-промышленного комитета при Временном правительстве (также был членом его Заводского комитета). Семья жила в Сапёрном переулке, дом № 10, кв. 5. В этой квартире проводились сборы технической интеллигенции города, а также литературные вечера.
Автор ряда научных трудов в области строительной инженерии и организации производства, в том числе социального партнёрства, мотивации труда, теории управления, учебника «Практическое руководство по административно-хозяйственной организации производственных предприятий, в частности металлообрабатывающих» (СПб, 1916), который впоследствии вышел в расширенном виде в 3-х томах под тем же названием «Практическое руководство по административно-хозяйственной организации производственных предприятий, в частности металлообрабатывающих» (Петроград, 1923—1924). В 1904—1905 годах — редактор сборников «Записки Николаевского отделения Русского технического общества».
Занимался благотворительностью: в Николаеве с его именем среди прочего были связаны театр, лечебница, «Сад трезвости», столовая, водопровод (сооружение водонапорной башни Шухова), введение трамвая. Один из основателей «Общества поощрения высших знаний среди евреев».
После убийства сыном Леонидом председателя Петроградской ЧК М. С. Урицкого вместе с матерью, женой и дочерью находился под арестом (с 30 августа по 24 декабря 1918 года), после освобождения служил в Совнархозе. Был ещё раз арестован в марте 1921 года. В 1924 году эмигрировал с женой и дочерью в Париж. И. С. Канегиссер с женой в 1928 году опубликовали в Париже сохранившиеся дневниковые записи и стихотворения сына — Леонида Каннегисера, расстрелянного в 1918 году.

## Публикации
- Девятинский перекоп на Мариинской системе: Каменная выемка объёмом в 80 тыс. куб. саж. СПб: Собрание инженеров путей сообщения, 1896. — 10 с., 25 ил.
- Путевые заметки и впечатления из поездки в Германию. СПб: Собрание инженеров путей сообщения, 1897. — 32 с.
- Материалы для курса строительных работ. Выпуск 2: Земляные работы (В. И. Курдюмов); Взрывные работы в открытой выемке (И. С. Каннегисер). 2-е издание. СПб: Типография Ю. Н. Эрлиха, 1898. — 241 с[20].
- Туннельные работы. Выпуск 1: Общие туннельные работы. СПб: Институт инженеров путей сообщения Императора Александра I, 1898. — 96 с., 17 л. ил., черт.
- Задачи протекционизма в металлообрабатывающей промышленности. Петроград: Типография «Луч», 1915. — 44 с.
- К вопросу об организации металлообрабатывающих заводов. Петроград: Типография «Строитель», 1916. — 36 с.
- Практическое руководство по административно-хозяйственной организации производственных предприятий, в частности металлообрабатывающих. СПб., 1916; расширенное издание: Часть 1 — Петроград: Северо-Западное промбюро В. С. Н. Х., 1923. — 138 с.; часть 2 — Петроград: Северо-Западное промбюро В. С. Н. Х., 1923; часть 3 — Ленинград: Северо-Западное промбюро В. С. Н. Х., 1924. — 258 с. — 3000 экз.

## Семья
Жена — Роза Львовна Каннегисер (в девичестве Сакер; 1863, Одесса — 10 июня 1946, Париж), врач по женским болезням, состояла в числе благотворителей и жертвователей николаевских еврейских благотворительных обществ.
- Сыновья — Леонид, поэт, и Сергей (1894 — 9 марта 1917, застрелился преднамеренно или в результате несчастного случая)[22][23], выпускник группы географии физико-математического факультета Петроградского университета, депутат Петросовета;
- Дочь — Елизавета (1897—1942), в 1942 году была арестована французской полицией в Ницце и через пересылочный лагерь в Дранси депортирована в Освенцим, где погибла.

Брат жены — юрист и переводчик Яков Львович Сакер (1872—1918), с 1907 года вместе с женой, переводчицей Софьей Исааковной Чацкиной (1878—1931), издавал журнал «Северные записки».
В 1913—1916 годах в семье Каннегисеров жил сын поэта Константина Бальмонта  Николай (Никс) Бальмонт (1891—1926).